# Rabab Mahmoud
Rabab Mahmoud – egipska zapaśniczka walcząca w stylu wolnym. Brązowa medalistka igrzysk afrykańskich w 1999 roku.